# Ulfborg Station
Ulfborg Station er en dansk jernbanestation i stationsbyen Ulfborg i det nordlige Vestjylland.
Ulfborg Station ligger mellem Ringkøbing og Holstebro i Vestjylland og er en del af jernbanestrækningen Esbjerg – Struer.